# Scopodiplosis speciosa
Scopodiplosis speciosa är en tvåvingeart som beskrevs av Ephraim Porter Felt 1915. Scopodiplosis speciosa ingår i släktet Scopodiplosis och familjen gallmyggor.
Artens utbredningsområde är Paraguay. Inga underarter finns listade i Catalogue of Life.